# Výrovka (Karkonosze)
Chata Výrovka (d. Tannenbaude, Geiergucke) – schronisko turystyczne w czeskich Karkonoszach, położone na wys. 1356 m n.p.m., prowadzone przez Klub Czeskich Turystów. Obiekt znajduje się na siodle pomiędzy szczytami Luční hora (1555 m n.p.m.) oraz Zadní planina (1423 m n.p.m.) i jest położony w granicach administracyjnych Peca pod Śnieżką.

## Historia
Pierwszym obiektem noclegowym w okolicy dzisiejszego schroniska był powstały w XVIII wieku schron turystyczny, wybudowany przez rodzinę Steinerów, zwany później Geiergucke. Obiekt istniał z przerwami do początku XX wieku, a właściciele sprzedawali w nim przekąski oraz pamiątki. Jego pierwsze zdjęcie pochodzi z początków XX wieku i zostało wykonane przez Hansa Bönscha.
W 1927 roku Wydział Narciarski Związku Czechosłowackich Budowniczych wybudował tu drewniany hotel, nazwany Havlova bouda od nazwiska generała Františka Havla. Obiekt powstał przy współudziale czechosłowackiego Ministerstwa Obrony Narodowej, które urządziło tu wojskową bazę szkoleniowa. Od 1938 roku w budynku utworzono posterunek żandarmerii. W okresie od 1937-1938 w pobliżu obiketu znajdowała się stacja kontowa wojskowej kolei linowej Pec pod Śnieżką - Luční hora. Hotel przetrwał okres II wojny światowej, został zniszczony przez dwa pożary, które miały miejsce w listopadzie 1947 roku oraz w lutym 1948 roku. Z pożaru ocalał jeden z budynków gospodarczych, który przez następne lata pełnił rolę obiektu noclegowego. Nowe schronisko powstało w latach 1988-1990.

## Warunki
Chata Výrovka dysponuje pięćdziesięcioma miejscami noclegowymi w pokojach 2, 3, i 4 osobowych, wyposażonych w węzeł sanitarny. Oferuje także wyżywienie.

## Szlaki turystyczne
- /  Szpindlerowy Młyn - Chata Výrovka - Richtrovy boudy - Pec pod Śnieżką
- Vrchlabí - Strážné - Hříběcí bouda - Dvorska bouda - Chata Výrovka - Luční bouda

## Galeria

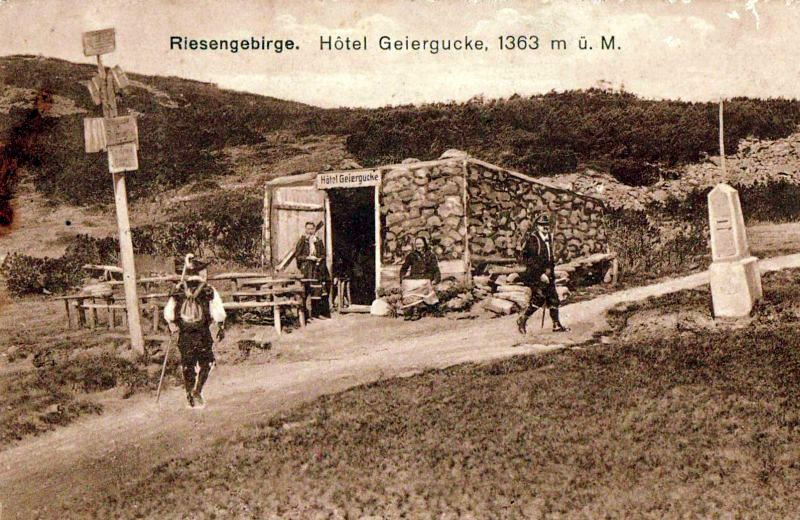
Schron Geiergucke rodziny Steinerów
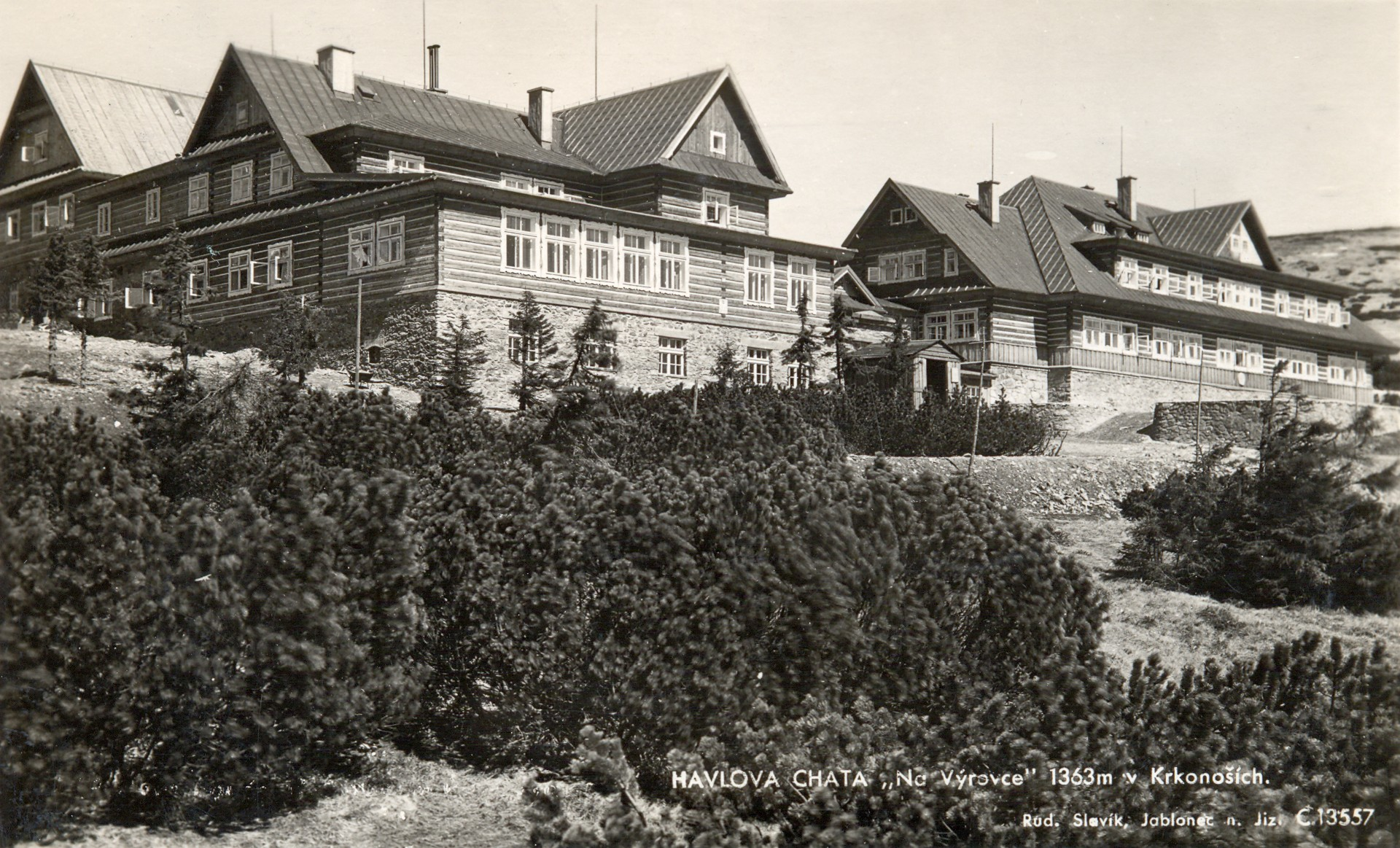
Havlova bouda (ok. 1933)
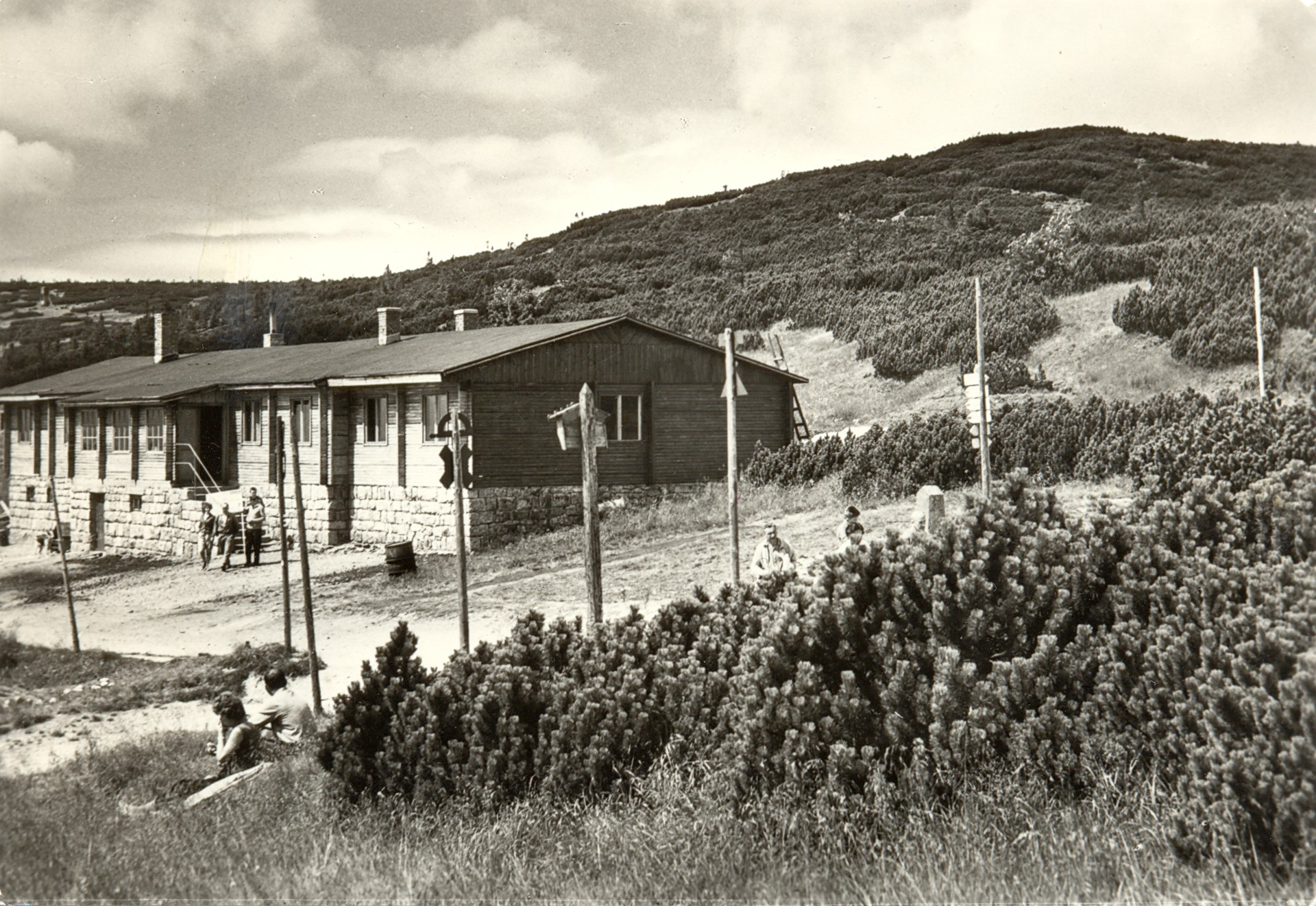
Výrovka - tymczasowy obiekt noclegowy (lata 60. XX w.)
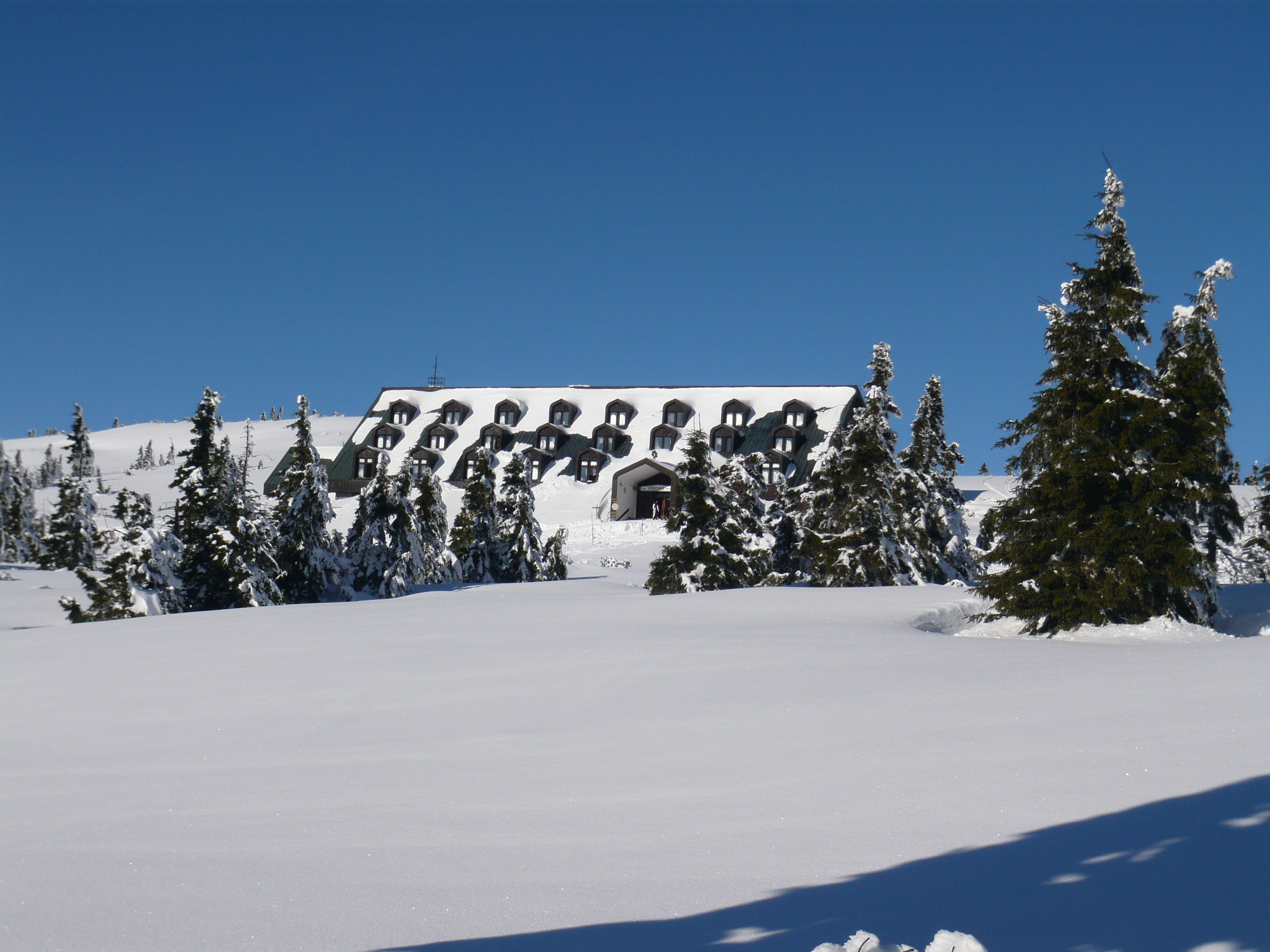
Chata Výrovka zimą (2011)